# Елберта (Алабама)
Елберта (енгл. Elberta) град је у америчкој савезној држави Алабама. По попису становништва из 2010. у њему је живело 1.498 становника.

## Демографија
Према попису становништва из 2010. у граду је живело 1.498 становника, што је 946 (171,4%) становника више него 2000. године.
| Група             | 2000.       | 2010.         |
| Белци             | 519 (94,0%) | 1.349 (90,1%) |
| Афроамериканци    | 1 (0,2%)    | 21 (1,4%)     |
| Азијати           | 0 (0,0%)    | 12 (0,8%)     |
| Хиспаноамериканци | 21 (3,8%)   | 80 (5,3%)     |
| Укупно            | 552         | 1.498         |